# Serie B 2013/2014
Soutěžní ročník Serie B 2013/14 byl 82. ročník druhé nejvyšší italské fotbalové ligy. Soutěž začala 24. srpna 2013 a skončila 30. května 2014. Účastnilo se jí 22 týmů z toho se 15 kvalifikovalo z minulého ročníku, 3 ze Serie A a 4 ze třetí ligy. Nováčci ze třetí ligy jsou: Trapani Calcio, AS Avellino 1912, US Latina Calcio a Carpi FC 1909.
První 2 kluby v tabulce postupovali přímo do Serie A. Play off hrály kluby o jedno postupové místo do Serie A vyřazovacím způsobem. Předkolo Play off hrály na jedno utkání kluby umístěné na 5., 6., 7. a 8. místě (klub ze 6. místa hrál s klubem ze 7. místa a klub z 5. místa hrál s klubem který obsadil 8. místo). Oba vítězové předkol hrály na dvě utkání proti klubům ze 3. a 4. místa. Sestupovali poslední 3 kluby v tabulce (20., 21. a 22. místo) přímo a klub který skončil na 18. a 19. místě se utkali na 2 zápasy v play out, poražený sestoupil do třetí ligy.

## Tabulka
| Poř. | Tým                     | Z  | V  | R  | P  | VG | OG | B  |
| ---- | ----------------------- | -- | -- | -- | -- | -- | -- | -- |
| 1.   | US Città di Palermo     | 42 | 25 | 11 | 6  | 62 | 28 | 86 |
| 2.   | Empoli FC               | 42 | 20 | 12 | 10 | 59 | 35 | 72 |
| 3.   | US Latina Calcio        | 42 | 18 | 14 | 10 | 44 | 36 | 68 |
| 4.   | AC Cesena               | 42 | 17 | 15 | 10 | 45 | 35 | 66 |
| 5.   | Modena FC               | 42 | 16 | 16 | 10 | 65 | 43 | 64 |
| 6.   | FC Crotone              | 42 | 17 | 12 | 13 | 56 | 52 | 63 |
| 7.   | AS Bari 1               | 42 | 19 | 10 | 13 | 52 | 43 | 63 |
| 8.   | Spezia Calcio           | 42 | 16 | 14 | 12 | 46 | 48 | 62 |
| 9.   | AC Siena 2              | 42 | 18 | 15 | 9  | 57 | 41 | 61 |
| 10.  | SS Virtus Lanciano 1924 | 42 | 15 | 15 | 12 | 44 | 45 | 60 |
| 11.  | AS Avellino 1912        | 42 | 15 | 14 | 13 | 48 | 45 | 59 |
| 12.  | Carpi FC 1909           | 42 | 16 | 11 | 15 | 50 | 49 | 59 |
| 13.  | Brescia Calcio          | 42 | 15 | 14 | 13 | 56 | 53 | 59 |
| 14.  | Trapani Calcio          | 42 | 14 | 15 | 13 | 58 | 54 | 57 |
| 15.  | Delfino Pescara 1936    | 42 | 13 | 13 | 16 | 50 | 53 | 52 |
| 16.  | Ternana Calcio          | 42 | 12 | 15 | 15 | 54 | 56 | 51 |
| 17.  | AS Cittadella           | 42 | 11 | 14 | 17 | 42 | 49 | 47 |
| 18.  | AS Varese 1910          | 42 | 12 | 11 | 19 | 51 | 63 | 47 |
| 19.  | Novara Calcio           | 42 | 10 | 14 | 18 | 40 | 58 | 44 |
| 20.  | Calcio Padova           | 42 | 10 | 11 | 21 | 45 | 63 | 41 |
| 21.  | Reggina Calcio 3        | 42 | 6  | 11 | 25 | 38 | 70 | 28 |
| 22.  | SS Juve Stabia          | 42 | 2  | 13 | 27 | 37 | 80 | 19 |

Poznámky
- Z = Odehrané zápasy; V = Vítězství; R = Remízy; P = Prohry; VG = Vstřelené góly; OG = Obdržené góly; B = Body
- 1  AS Bari přišla během sezóny o 4 body.
- 2  AC Siena přišla během sezóny o 8 bodů.
- 3  Reggina Calcio přišla během sezóny o 1 bod.

|  | Přímý postup do Serie A 2014/15            |
|  | Play off                                   |
|  | Sestup do Lega Pro Prima Divisione 2014/15 |

## Play off
Boj o postupující místo do Serie A.

### Předkolo
FC Crotone - AS Bari 0:3
Modena FC - Spezia Calcio 1:0

### Semifinále
Modena FC - AC Cesena 0:1 a 1:1
AS Bari - US Latina Calcio 2:2 a 2:2

### Finále
AC Cesena - US Latina Calcio 2:1 a 2:1
Poslední místo pro postup do Serie A 2014/15 vyhrál tým AC Cesena

## Play out
Boj o setrvání v Serii B.
Novara Calcio - AS Varese 1910 0:2 a 2:2
V Serii B zůstal klub AS Varese 1910. Klub Novara Calcio sestoupil do Lega Pro Prima Divisione 2014/15.